# Jonathan Sabbatini
Jonathan Sabbatini (Paysandú, 31 de marzo de 1988) es un futbolista uruguayo nacionalizado italiano. Juega como centrocampista en el A. C. Bellinzona de la Challenge League.

## Clubes
| Club             | País   | Año           |
| ---------------- | ------ | ------------- |
| Virtus Lanciano  | Italia | 2008-2009     |
| Chieti Calcio    | Italia | 2009-2012     |
| F. C. Lugano     | Suiza  | 2012-2024     |
| A. C. Bellinzona | Suiza  | 2024-presente |

## Palmarés

### Títulos nacionales
| Título             | Club         | País  | Año  |
| ------------------ | ------------ | ----- | ---- |
| Challenge League   | F. C. Lugano | Suiza | 2015 |
| Superliga de Suiza | F. C. Lugano | Suiza | 2022 |